# Mario Draghi
Mario Draghi (phát âm tiếng Ý: [Marjo draːɡi]; sinh ngày 03 tháng 9 năm 1947) là một nhà kinh tế, nhà quản trị, chuyên gia ngân hàng và là cựu thủ tướng Cộng hòa Ý, ông đã kế nhiệm Jean-Claude Trichet giữ chức Chủ tịch Ngân hàng Trung ương châu Âu ngày 01 tháng 11 năm 2011.
Draghi đã từng làm việc tại Goldman Sachs từ năm 2002 đến năm 2005 trước khi trở thành thống đốc Ngân hàng Ý trong tháng 12 năm 2005, và nắm giữ chức vụ này cho đến tháng 10 năm 2011. Trong năm 2014, Draghi đã được tạp chí Forbes bầu chọn là người quyền lực thứ 8 thế giới. Năm 2015 tạp chí Fortune xếp ông là nhà lãnh đạo vĩ đại thứ nhì thế giới.

## Tuổi trẻ và sự nghiệp
Ông sinh ra ở Rome. Cha ông, Carlo đã bắt đầu làm cho ngân hàng Banca d'Italia vào năm 1922, sau đó chuyển sang làm cho IRI và cuối cùng làm cho Banca Nazionale del Lavoro. Mẹ ông, Gilda Mancini là một dược sĩ. Mario là anh cả trong gia đình có ba anh em: Andreina, nhà sử học nghệ thuật, và Marcello, doanh nhân. Ông học tại Viện Massimo Massimiliano và tốt nghiệp từ Đại học La Sapienza dưới sự giám sát của Federico Caffè với luận án của ông có tựa đề hội nhập kinh tế và tỷ giá hối đoái thay đổi. Sau đó, ông đã bảo vệ thành công và được cấp bằng tiến sĩ kinh tế tại Viện Công nghệ Massachusetts vào năm 1976 với luận án mang tên "Bài luận về lý thuyết kinh tế và các ứng dụng", dưới sự giám sát của Franco Modigliani và Robert Solow. Ông là giáo sư tại Khoa khoa học chính trị Cesare Alfieri của Đại học Florence từ năm 1981 đến năm 1994 và đồng nghiệp của Học viện Chính trị tại trường John F. Kennedy của Chính phủ, Đại học Harvard (2001).
Từ năm 1984 đến 1990, ông là Giám đốc điều hành người Ý tại Ngân hàng Thế giới. Năm 1991, theo sáng kiến của Bộ trưởng lúc đó Guido Carli, ông trở thành tổng giám đốc Kho bạc Ý, và giữ chức vụ này cho đến năm 2001. Trong suốt thời gian công tác của mình tại Kho bạc, ông là chủ tịch uỷ ban sửa đổi pháp luật của công ty và tài chính Italia và soạn thảo luật mà điều chỉnh thị trường tài chính Italia. Ông cũng là một cựu thành viên hội đồng quản trị của một số ngân hàng và công ty (Eni, Istituto per la Ricostruzione Industriale, Banca Nazionale del Lavoro và IMI).
Draghi sau đó đã được bổ nhiệm làm Phó Chủ tịch và giám đốc điều hành của Goldman Sachs International và là thành viên của ban quản lý toàn công ty (2002-2005). Ông làm soạn thảo chiến lược châu Âu của công ty và phát triển với các tập đoàn châu Âu lớn và chính phủ. Sau khi sự mặc khải của giao dịch hoán đổi ngoài thị trường được sử dụng bởi Hy Lạp với sự giúp đỡ của Goldman Sachs, ông nói rằng ông "không biết gì" về thỏa thuận này và "không có gì để làm với" nó. Ông nói thêm rằng "các giao dịch giữa chính phủ Hy Lạp và Goldman Sachs đã được thực hiện trước khi [ông] tham gia vào [công ty]."
Draghi là người được ủy thác tại Viện Cao học tại Princeton, New Jersey và cũng tại Viện Brookings tại Washington, DC.
Trong khả năng của mình với tư cách là Ngân hàng của Ý đốc, ông là một thành viên của Hội đồng của Ngân hàng Trung ương châu Âu điều chỉnh và tổng quát và một thành viên của Hội đồng quản trị của Ngân hàng Thanh toán Quốc tế. Ông cũng là thống đốc cho Ý vào Hội đồng thống đốc của Ngân hàng Quốc tế Tái thiết và Phát triển và Ngân hàng Phát triển Châu Á. 
Trong tháng 12 năm 2005, Draghi được bổ nhiệm làm Thống đốc Ngân hàng của Ý, và trong tháng 4 năm 2006, ông được bầu làm Chủ tịch của Diễn đàn ổn định tài chính; tổ chức này đã trở thành Hội đồng ổn định tài chính trong tháng 4 năm 2009 thay mặt cho G20, quy tụ các đại diện của các chính phủ, các ngân hàng trung ương và các tổ chức giám sát quốc gia và thị trường tài chính, các tổ chức tài chính quốc tế, các hiệp hội quốc tế của các cơ quan quản lý, giám sát và các ủy ban của các chuyên gia ngân hàng trung ương. Nó nhằm mục đích thúc đẩy sự ổn định tài chính quốc tế, cải thiện chức năng của các thị trường và giảm thiểu rủi ro hệ thống thông qua trao đổi thông tin và hợp tác quốc tế giữa các giám sát viên.
Ngày 05 tháng 8 năm 2011, ông đã cùng với cựu thống đốc Ngân hàng Trung ương châu Âu tiền nhiệm, Jean Claude Trichet, viết một lá thư cho chính phủ Ý để thúc đẩy cho một loạt các biện pháp kinh tế cho rằng sẽ sớm được thực hiện tại Ý.
Ngày 13 tháng 2 năm 2021, Tổng thống Sergio Mattarella bổ nhiệm ông làm Thủ tướng Ý, thay cho Giuseppe Conte đã từ chức trước đó.
Vào ngày 14 tháng 7 năm 2022, Ông cho biết là mình sẽ từ chức trong bối cảnh đất nước bị khủng hoảng chính trị.